# Oreoleptis torrenticola
Oreoleptis torrenticola Zloty, Sinclair & Pritchard, 2005, è un insetto dell'ordine dei Ditteri (Brachycera: Tabanomorpha). Di recente scoperta, è l'unica specie appartenente alla famiglia Oreoleptidae Zloty, Sinclair & Pritchard, 2005.

## Descrizione
L'adulto è un insetto di dimensioni medio-piccole, con corpo lungo 5-7 mm dalla livrea grigiastra. Sul tegumento sono presenti setole ma non riconducibili ai macrotrichi tipici dei Brachiceri. Il capo è dicoptico nella femmina e oloptico nel maschio, con ommatidi più grandi nella parte superiore. L'antenna è di tipo aristato, con stilo composto da tre articoli progressivamente più sottili, portato dal terzo antennomero. L'apparato boccale è privo di mandibole.
Il torace è gibboso, con ali ampie e zampe di moderata lunghezza. Le femmine sono provviste di un paio di cerci biarticolati, con articolo basale provvisto di un lobo prominente; gli ultimi uriti organizzati a formare un ovopositore di sostituzione telescopico in cui non si ha un'apprezzabile differenziazione dell'VII e IX urite. La presenza di cerci articolati, ricorrente anche nei Rhagionidae e la morfologia indifferenziata degli uriti genitali costituiscono i principali elementi di differenziazione rispetto alle famiglie dei Tabanidae e degli Athericidae.
| |
| Schema della nervatura alare. Nervature longitudinali: C: costa; Sc: subcosta; R: radio; M: media; Cu: cubito; A: anale. Nervature trasversali: h: omerale; r-m: radio-mediale; m-m: mediale; m-cu: medio-cubitale. Cellule: d: discale; br: prima basale; bm: seconda basale; cup: cellula cup. |

La nervatura alare ha una struttura analoga a quella della generalità dei Tabanoidea, con venatura particolarmente marcata. La costa si estende all'intero margine. La radio si suddivide in 4 rami, per l'assenza della biforcazione R2+3. La branca R2+3 confluisce sul margine costale in posizione abbastanza distante rispetto alla terminazione di (R1). I rami R4 e R5 sono ben distanziati e R5 confluisce sul margine in corrispondenza dell'apice dell'ala. La media si suddivide in quattro rami; la biforcazione M1+2 è in posizione più distale rispetto alla cellula discale, perciò dall'estremità di questa partono due sole vene. La cellula discale ha una forma pentagonale, con vertici formati dalla prima biforcazione della media, dalla confluenza della radio-mediale sul tratto basale di M1+2, dalla biforcazione di M3+4 e, infine dalla chiusura della mediale (m-m) sui rami M1+2 e M3. La cellula cup è chiusa, con tratto comune A1+CuA breve ma relativamente più lungo rispetto all'ala degli Athericidae e dei Tabanidae.
La larva ha un habitus acquatico e morfologicamente è simile alle larve acquatiche degli altri Tabanoidea: è apoda ed eucefala, di colore biancastro, con capsula cefalica piccola e di forma conica e con tegumento piuttosto robusto. Porta due paia di lunghe pseudozampe sotto e ai lati di ogni segmento addominale, dal secondo al settimo, e un paio di brevi appendici dorsali sia sul sesto sia sul settimo segmento, mentre i segmenti toracici sono privi di appendici. L'aspetto esteriore può dunque far confondere la polarità cefalo-caudale.

## Biologia
La biologia degli adulti è del tutto sconosciuta a causa della loro rarità. Gli unici esemplari osservati sono infatti sfarfallati da individui raccolti allo stadio di larva o di pupa, mentre nessun adulto è stato mai rinvenuto nell'ambiente naturale. Ciò può far ritenere, al pari di altri ditteri con larve acquatiche viventi in torrenti montani, che gli adulti abbiano una vita brevissima. A differenza di questi, tuttavia, gli adulti di O. torrenticola hanno apparato boccale ben conformato, carattere che - in genere - non è associato all'afagia degli adulti. L'assenza di mandibole indica in ogni modo che le femmine non sono ematofaghe perché incapaci di pungere, a differenza di altri tabanoidei.
Le larve sono acquatiche e colonizzano, come organismi bentonici, le acque dolci a regime torrentizio di ambienti montani. Hanno regime dietetico artropofago e sono attive predatrici di larve acquatiche di altri insetti. La conformazione del corpo conferisce a queste larve una spiccata flessibilità, che a dispetto della robustezza del tegumento consente l'adattamento alle asperità rocciose dell'habitat, alla ricerca delle prede. L'impupamento ha luogo nella sabbia e nella ghiaia sulle rive dei corsi d'acqua.

## Distribuzione
La specie ha diffusione esclusivamente neartica e fu rinvenuta, per la prima volta, nel territorio canadese delle Montagne Rocciose. Il suo areale si estende a buona parte delle Montagne Rocciose, dal bacino dello Yukon fino agli stati dell'Idaho e del Montana (USA).

## Filogenesi, sistematica e diffusione
Per quanto non sia citata nelle vecchie tassonomie, a causa della recente scoperta, la specie rientra nel raggruppamento dei Brachiceri inferiori, tradizionalmente denominati Orthorrhapha, ma di problematica inclusione fra le famiglie già conosciute. All'analisi cladistica, il genere Oreoleptis risulta essere in relazione filogenetica con la linea Tabanidae+Athericidae, con la quale forma un clade monofiletico. Secondo gli Autori che hanno classificato la specie, la nervatura alare, la morfologia del primo urotergo (indiviso in Oreoleptis), la struttura biarticolata dei cerci e l'assenza di differenziazione dell'ottavo e nono urite, rappresentano nel complesso elementi che escludono l'inserimento di questo genere fra gli Athericidae e i Tabanidae, che si colloca invece in una posizione intermedia fra i Tabanomorpha più primitivi (Rhagionidae sensu lato) e quelli più evoluti (Tabanidae e Athericidae).
|  | Rhagionidae sensu lato                                                   |
|  |                                                                          |
|  | \| \| Athericidae + Tabanidae \| \| \| \| \| \| Oreoleptidae \| \| \| \| |
|  |                                                                          |
|  | Athericidae + Tabanidae                                                  |
|  |                                                                          |
|  | Oreoleptidae                                                             |
|  |                                                                          |

|  | Athericidae + Tabanidae |
|  |                         |
|  | Oreoleptidae            |
|  |                         |

Negli schemi tassonomici su base filogenetica il genere Oreoleptis è perciò incluso da ZLOTY all'interno della superfamiglia dei Tabanoidea e dell'infraordine Tabanomorpha in una propria famiglia autonoma. Questo inquadramento tassonomico è condiviso da tutti gli Autori che hanno trattato la sistematica dei Brachiceri inferiori dal 2005 ad oggi.